# Oude Mannen en Vrouwenhuis (Zaltbommel)
Het Oude Mannen en Vrouwenhuis is een voormalig ouderenhuis te Zaltbommel, gelegen aan Nieuwstraat 12.
Het classicistische huis werd in 1778 gebouwd op het terrein van het voormalige Begijnhof. Architect was C. van Leeuwen, die stadsbouwmeester was. Het symmetrische bakstenen pand heeft een toegangspoort met daarboven een vensteromlijsting in Lodewijk XVI-stijl. Dit bovenvenster wordt geflankeerd door de beelden van een oude man en een oude vrouw.
Het pand is een rijksmonument.